# Stanisław Zaremba
Stanisław Zaremba (Romanówka, 3 ottobre 1863 – Cracovia, 23 novembre 1942) è stato un matematico polacco, conosciuto per i suoi lavori sulle equazioni differenziali, in matematica applicata, in analisi matematica e specialmente in analisi armonica. È stato uno dei matematici che contribuirono al successo della Scuola polacca di matematica.